# Kwota wolna od podatku
Kwota wolna od podatku, właśc. kwota dochodu wolnego od podatku – kwota dochodu niepowodującego obowiązku zapłaty podatku dochodowego. Kwota wolna od podatku to jeden z elementów systemu podatkowego.

## Kwota wolna od podatku w Polsce

### 2022 i 2023
- Podatku nie płacą osoby na zasadach ogólnych zarabiające mniej niż 30000 zł rocznie, dla pozostałych form opodatkowania kwota wolna od podatku wynosi 0 zł[1][2][3].

### 2018 - 2021
- Podatku nie płacą osoby na zasadach ogólnych zarabiające mniej niż 8000 zł rocznie, dla pozostałych form opodatkowania kwota wolna od podatku wynosi 0 zł.
- Dochody w przedziale 8000 zł do 13000 zł – kwota degresywna od 8000 zł do 3091 zł
- Dochody od 13000 zł do 85528 zł rocznie – 3091 zł wolne od podatku
- Dochody od 85528 zł do 127000 zł – kwota degresywna od 3091 zł do 0 zł[4].
- Dochody powyżej 127000 – Brak kwoty wolnej od podatku

Dochód poniżej progu kwoty wolnej od podatku nie zwalnia w Polsce z obowiązku złożenia zeznania rocznego PIT przez podatnika.

### 1992 – 2009 – 2016
W 1992 roku (w pierwszym roku, za który podatnicy składali zeznania podatkowe) kwota wolna od podatku wynosiła 4 320 000 ówczesnych złotych. Od 2009 do 2016 r. włącznie kwota wolna od podatku wynosiła 3091,00 zł. Wysokość kwoty wolnej od podatku wynosiła w latach:
- 2009–2016 – 3091,00 zł
- 2008 – 3089,00 zł
- 2007 – 3013,37 zł
- 2003–2006 – 2789,89 zł
- 2002 – 2727,16 zł
- 2001 – 2596,43 zł
- 2000 – 2295,79 zł.

Ustawa o podatku dochodowym od osób fizycznych przewiduje szereg zwolnień przedmiotowych, przyznawanych poszczególnym grupom zawodowym na zasadach szczególnych. Na przykład w przypadku diet parlamentarnych zwolnienie z podatku w skali roku wynosi ok. 27 000 zł (2280 zł miesięcznie).

## Podstawy prawne kwoty wolnej od podatku w Polsce
Kwota wolna od podatku określona jest przez art. 27 ust. 1a Ustawy z dnia 26 lipca 1991 r. o podatku dochodowym od osób fizycznych (Dz.U. z 2025 r. poz. 163). Definiuje on, że podatek dochodowy pobiera się od podstawy jego obliczenia według określonej skali podatkowej.
W 2017 r. przepis ten brzmiał:

Kwota zmniejszająca podatek, o której mowa w ust. 1, odliczana w rocznym obliczeniu podatku, o którym mowa w art. 34 ust. 7 albo art. 37 ust. 1 lub w zeznaniu, o którym mowa w art. 45 ust. 1, wynosi:

1) 1 188 zł - dla podstawy obliczenia podatku nieprzekraczającej kwoty 6 600 zł;
2) 1 188 zł pomniejszone o kwotę obliczoną według wzoru: 631 zł 98 gr × (podstawa obliczenia podatku - 6 600 zł) ÷ 4 400 zł, dla podstawy obliczenia podatku wyższej od 6 600 zł i nieprzekraczającej kwoty 11 000 zł;
3) 556 zł 02 gr - dla podstawy obliczenia podatku wyższej od 11 000 zł i nieprzekraczającej kwoty 85 528 zł;
4) 556 zł 02 gr pomniejszone o kwotę obliczoną według wzoru: 556 zł 02 gr × (podstawa obliczenia podatku – 85 528 zł) ÷ 41 472 zł, dla podstawy obliczenia podatku wyższej od 85 528 zł i nieprzekraczającej kwoty 127 000 zł.

Od 2018 r. przepis ten stanowi, że:

Kwota zmniejszająca podatek, o której mowa w ust. 1, odliczana w rocznym obliczeniu podatku, o którym mowa w art. 34 ust. 7 albo art. 37 ust. 1 lub w zeznaniu, o którym mowa w art. 45 ust. 1, wynosi:

1) 1 440 zł - dla podstawy obliczenia podatku nieprzekraczającej kwoty 8 000 zł;
2) 1 440 zł pomniejszone o kwotę obliczoną według wzoru: 883 zł 98 gr × (podstawa obliczenia podatku - 8 000 zł) ÷ 5 000 zł, dla podstawy obliczenia podatku wyższej od 8 000 zł i nieprzekraczającej kwoty 13 000 zł;
3) 556 zł 02 gr - dla podstawy obliczenia podatku wyższej od 13 000 zł i nieprzekraczającej kwoty 85 528 zł;
4) 556 zł 02 gr pomniejszone o kwotę obliczoną według wzoru: 556 zł 02 gr × (podstawa obliczenia podatku – 85 528 zł) ÷ 41 472 zł, dla podstawy obliczenia podatku wyższej od 85 528 zł i nieprzekraczającej kwoty 127 000 zł.

Wysokość kwoty zmniejszającej podatek podlega corocznie weryfikacji przez Ministra Finansów.
Od 2009 do 2016 r. włącznie gdy podstawa opodatkowania nie przekraczała 85528 zł rocznie, podatek wynosił 18% minus kwota zmniejszająca podatek 556,02 zł. Wynikało z tego, że dopiero powyżej kwoty 3091,49 zł dochodu podatek był większy od zera. Po jej zaokrągleniu do pełnych złotych, a więc do kwoty 3091 zł oraz obliczeniu podatku (18% * 3091 zł – 556,02 zł) otrzymywało się 0,36 zł podatku, co po ponownym zaokrągleniu do pełnego złotego dawało kwotę podatku do zapłacenia w wysokości 0 zł. Gdyby jednak wziąć kwotę o 1 grosz wyższą, tj. 3091,50 zł, po zaokrągleniu do pełnych złotych wychodziło 3092 zł, a po wyliczeniu podatku (18% * 3092 zł – 556,02 zł) otrzymywało się kwotę podatku 0,54 zł, co, po ponownym zaokrągleniu, dawało 1 zł podatku do zapłacenia.
Z kwoty wolnej od podatku mogą skorzystać tylko podatnicy, którzy mają opodatkowane przychody na zasadzie skali podatkowej. Są to przychody uzyskiwane z tytułu:
- umowy o pracę
- umowy zlecenie
- umowy o dzieło
- kontraktu menadżerskiego
- sprawowania funkcji członka zarządu, prokurenta na mocy powołania
- prowadzenia działalności gospodarczej opodatkowanej skalą
- innych umów, które opodatkowane są skalą podatkową.

Od 2023 roku pracodawca może stosować kwotę wolną od podatku tylko wtedy gdy będzie posiadał od pracownika złożone oświadczenie na druku PIT-2.
Pracownik ma prawo do złożenia oświadczenia o zastosowaniu kwoty wolnej od podatku u maksymalnie trzech pracodawców:
- złożenie oświadczenia u jednego płatnika – kwota wolna od podatku 300 zł (1/12 z 3600 zł)
- złożenie oświadczenia u dwóch płatników – kwota wolna od podatku 150 zł (1/24 z 3600 zł)
- złożenie oświadczenia u trzech płatników – kwota wolna od podatku 100 zł (1/36 z 3600 zł)

Deklaracji PIT-2 nie należy składać w kolejnym roku podatkowym, jeżeli stan faktyczny wynikający z poprzedniego oświadczania nie uległ zmianie.

## Kwota wolna od podatku w Europie
Należy pamiętać, że porównywanie systemów podatkowych na podstawie pojedynczych parametrów może być mylące. Na przykład w zdecydowanej większości krajów oprócz podatku dochodowego na klin podatkowy składają się również obowiązkowe składki ubezpieczeniowe, których kwoty wolne mogą nie obejmować. Tak jest m.in. w Polsce, gdzie z kolei opłacone składki ubezpieczeniowe zmniejszają dochód do opodatkowania oraz należny podatek. Dodatkowo w wielu krajach kwota wolna jest wyższa dla podatników wychowujących dzieci.
| Państwo                              | Kwota wolna                                               | Kwota wolna w EUR | Uwagi |
| ------------------------------------ | --------------------------------------------------------- | ----------------- | --- |
| Austria                              | 11 000 EUR                                                | 11 000            | |
| Belgia                               | 8680 EUR                                                  | 8680              | |
| Bułgaria                             | 0 BGN                                                     | 0                 | |
| Chorwacja                            | 26 400 HRK                                                | 3423,50           | |
| Cypr                                 | 19 500 EUR                                                | 19 500            | |
| Czechy                               | 165 699 CZK                                               | 6464,17           | W Czechach obowiązuje ulga podatkowa (zniżka) wynosząca 24 840 CZK (na każdego podatnika). Kwota ta odliczana jest od należnego podatku i można z niej skorzystać zawsze. Pracownik etatowy (bez dalszych zniżek) podatek dochodowy zacznie płacić od dochodu równego 165 700 CZK. |
| Dania                                | 46 630 DKK                                                | 6200,40           | |
| Estonia                              | 1728 EUR                                                  | 1728              | |
| Finlandia                            | 16 100 EUR                                                | 16 100            | |
| Francja                              | 5963 EUR                                                  | 5963              | |
| Grecja                               | 5000 EUR                                                  | 5000              | |
| Hiszpania                            | 5550 EUR                                                  | 5550              | |
| Holandia                             | 2103 EUR                                                  | 2103              | |
| Irlandia                             | - 8250 EUR (personal tax Credit) - 8250 EUR (paye Credit) | 16500             | W Irlandii obowiązuje ulga podatkowa wynosząca 1650 EUR + 1650 (jednoosobowe gospodarstwo domowe). Kwota ta odliczana jest od należnego podatku. |
| Litwa                                | 0 – 166 EUR                                               | 0 – 166           | Kwota wolna obowiązuje dla podatników z dochodem maksymalnie 928 EUR. Od 2016 planowane podwyższenie kwoty wolnej do 200 EUR. |
| Luksemburg                           | 11 265 EUR                                                | 11 265            | |
| Łotwa                                | 540 LVL                                                   | 760,26            | |
| Malta                                | 11 900 EUR                                                | 11 900            | |
| Niemcy                               | 8130 EUR                                                  | 8130              | |
| Polska (od 2009 do 2016 r. włącznie) | 30000 PLN lub 0 PLN                                       | 6600              | 30000 PLN dla płatników na zasadach ogólnych, 0 PLN dla wszystkich pozostałych form opodatkowania. |
| Portugalia                           | 4104 EUR                                                  | 4104              | |
| Rumunia                              | 0 – 3000 RON                                              | 0 – 653,70        | Brak kwoty wolnej powyżej dochodu brutto 3000 RON (653,70 EUR) miesięcznie. |
| Słowacja                             | 0 – 19 458 EUR                                            | 0 – 19 458        | Brak kwoty wolnej powyżej 2867 EUR dochodu miesięcznie brutto. |
| Słowenia                             | 3302 – 6519 EUR                                           | 3302 – 6519       | |
| Szwecja                              | 18 800 SEK                                                | 2023              | |
| Węgry                                | 0 HUF                                                     | 0                 | |
| Wielka Brytania                      | 11 500 GBP                                                | 13 425,90         | Kwota wolna maleje aż do zera o 1 GBP za każde dodatkowe 2 GBP dochodu powyżej 100 000 GBP. Składki na ubezpieczenia społeczne nie pomniejszają podstawy opodatkowania. |
| Włochy                               | 4800 EUR                                                  | 4800              | |
| Państwo                              | Kwota wolna                                               | Kwota wolna w EUR | Uwagi |